# 张升民
张升民（1958年8月—），陕西武功人，中国人民解放军火箭军上将，中共第十九届、第二十届中央委员，第十九届中央纪律检查委员会常务委员、副书记。现任中央军委委员、中央纪委副书记、中央军委纪委书记兼中央军委监委主任、党委书记。

## 生平
1978年2月入伍，1979年7月加入中国共产党。参军后历任战士、干事、兰州军区政治部政研室副主任、中国人民解放军总政治部办公厅政研室主任。
2004年7月，任第二炮兵96301部队政治部主任。
2008年11月，任第二炮兵96201部队政治委员。
2009年6月，任第二炮兵96351部队政治委员。
2012年9月，接替孔繁顺任第二炮兵指挥学院政委。
2013年12月，任某基地政委。
2014年12月，任第二炮兵政治部主任。
2015年11月，任新成立的中央军事委员会训练管理部首任政治委员。
2016年7月，任中央军事委员会后勤保障部政治委员。
2017年1月，任中央军事委员会纪律检查委员会书记。
2017年10月，担任中央纪委副书记和中央军委委员。
2018年2月24日，当选为第十三届全国人大代表。
2016年晋升中将军衔。2017年11月2日晋升上将军衔。
2022年10月，连任中央纪委副书记和中央军委委员。